# Bassignac-le-Bas
Pour les articles homonymes, voir Bassignac (homonymie).
Bassignac-le-Bas est une commune française située dans le département de la Corrèze et la région Nouvelle-Aquitaine. Ses habitants sont appelés les Bassignacois et les Bassignacoises.

## Géographie
La commune est accessible par la RD 116, depuis Argentat-sur-Dordogne, au nord, et Altillac, au sud. Elle est arrosée par la Dordogne, en limite communale ouest, ainsi que par deux de ses affluents, le ruisseau de la Borie, et le ruisseau de Chauvac. Situé dans un méandre de la rivière Dordogne, le village est adossé à une colline, point culminant de Bassignac-le-Bas. Une seconde colline se situe au sud de la première. Ensemble de ses reliefs regroupent quelques lieux d'escalades.

### Communes limitrophes
Les communes limitrophes sont  Altillac, Beaulieu-sur-Dordogne, Chenailler-Mascheix, Monceaux-sur-Dordogne et Reygade.
|          | Chenailler-Mascheix   | Monceaux-sur-Dordogne |
| Brivezac | Bassignac-le-Bas      | Reygade               |
|          | Beaulieu-sur-Dordogne |                       |

Commune du Massif central située dans la vallée de la Dordogne au sud-ouest d'Argentat

### Climat
Pour des articles plus généraux, voir Climat de la Nouvelle-Aquitaine et Climat de la Corrèze.
Historiquement, la commune est exposée à un climat montagnard.  
En 2020, Météo-France publie une typologie des climats de la France métropolitaine dans laquelle la commune est exposée à un climat de montagne et est dans la région climatique  Ouest et nord-ouest du Massif Central, caractérisée par une pluviométrie annuelle de 900 à 1 500 mm, maximale en automne et en hiver.
Pour la période 1971-2000, la température annuelle moyenne est de 12 °C, avec  une amplitude thermique annuelle de 15,2 °C. Le cumul annuel moyen de précipitations est de 1 232 mm, avec 13,3 jours de précipitations en janvier et 7,8 jours en juillet. Pour la période 1991-2020, la température moyenne annuelle observée sur la station météorologique la plus proche, située sur la commune d'Argentat-sur-Dordogne à 11 km à vol d'oiseau, est de 12,7 °C et le cumul annuel moyen de précipitations est de 1 145,5 mm,. Pour l'avenir, les paramètres climatiques de la commune estimés pour 2050 selon différents scénarios d’émission de gaz à effet de serre sont consultables sur un site dédié publié par Météo-France en novembre 2022.

## Urbanisme

### Typologie
Au 1er janvier 2024, Bassignac-le-Bas est catégorisée commune rurale à habitat très dispersé, selon la nouvelle grille communale de densité à 7 niveaux définie par l'Insee en 2022.
Elle est située hors unité urbaine. Par ailleurs la commune fait partie de l'aire d'attraction de Biars-sur-Cère - Saint-Céré, dont elle est une commune de la couronne,. Cette aire, qui regroupe 49 communes, est catégorisée dans les aires de moins de 50 000 habitants,.

### Occupation des sols
L'occupation des sols de la commune, telle qu'elle ressort de la base de données européenne d’occupation biophysique des sols Corine Land Cover (CLC), est marquée par l'importance des forêts et milieux semi-naturels (62,3 % en 2018), une proportion sensiblement équivalente à celle de 1990 (62,9 %). La répartition détaillée en 2018 est la suivante : 
forêts (62,3 %), prairies (30,4 %), zones agricoles hétérogènes (3,7 %), eaux continentales (3,6 %).
L'évolution de l’occupation des sols de la commune et de ses infrastructures peut être observée sur les différentes représentations cartographiques du territoire : la carte de Cassini (XVIIIe siècle), la carte d'état-major (1820-1866) et les cartes ou photos aériennes de l'IGN pour la période actuelle (1950 à aujourd'hui).

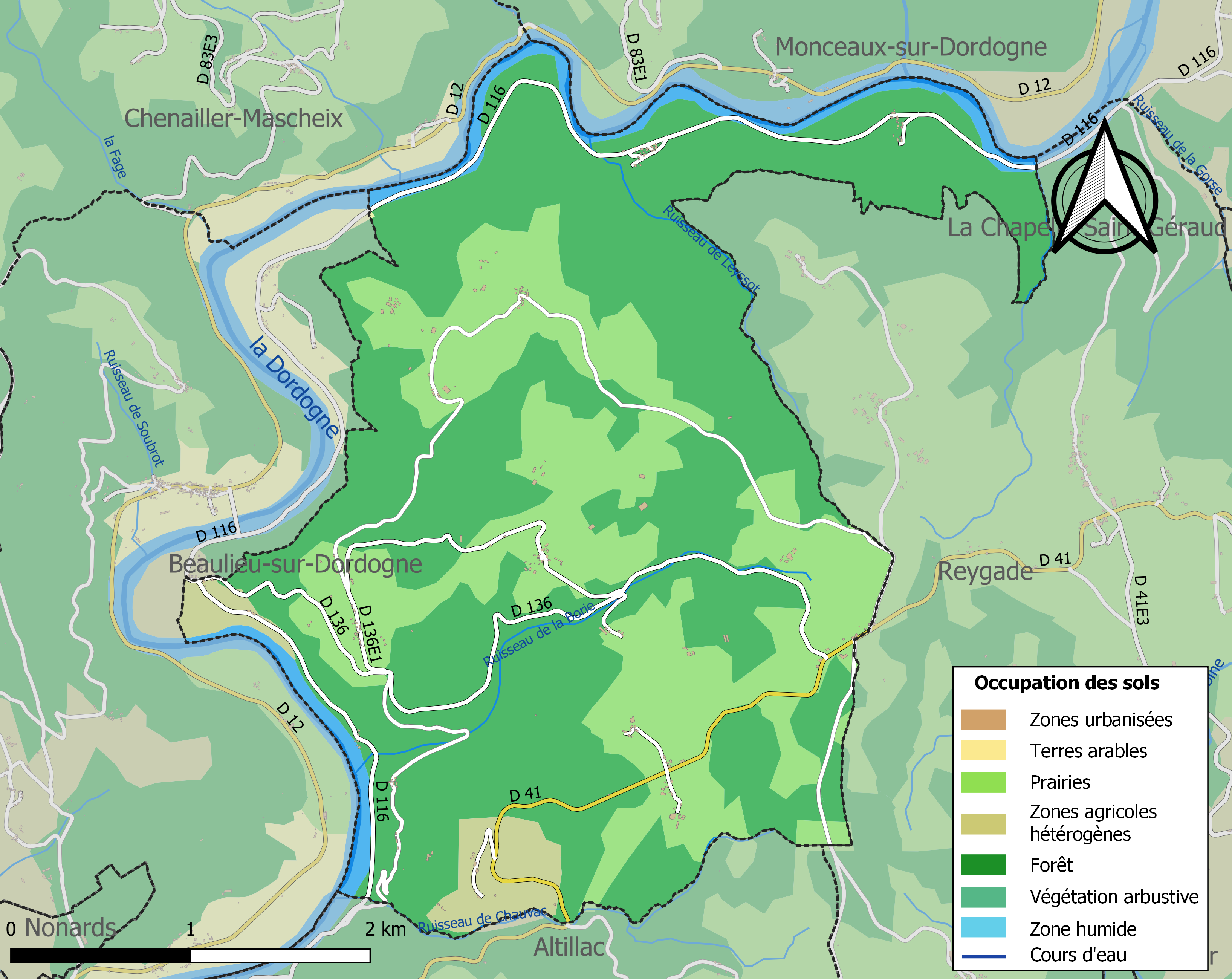
Carte des infrastructures et de l'occupation des sols de la commune en 2018 (CLC).

### Risques majeurs
Le territoire de la commune de Bassignac-le-Bas est vulnérable à différents aléas naturels : météorologiques (tempête, orage, neige, grand froid, canicule ou sécheresse), inondations, feux de forêts, mouvements de terrains et séisme (sismicité très faible). Il est également exposé à un risque technologique, la rupture d'un barrage, et à un risque particulier : le risque de radon. Un site publié par le BRGM permet d'évaluer simplement et rapidement les risques d'un bien localisé soit par son adresse soit par le numéro de sa parcelle.

#### Risques naturels
Certaines parties du territoire communal sont susceptibles d’être affectées par le risque d’inondation par débordement de cours d'eau, notamment la Dordogne. La commune a été reconnue en état de catastrophe naturelle au titre des dommages causés par les inondations et coulées de boue survenues en 1982 et 1999,. 

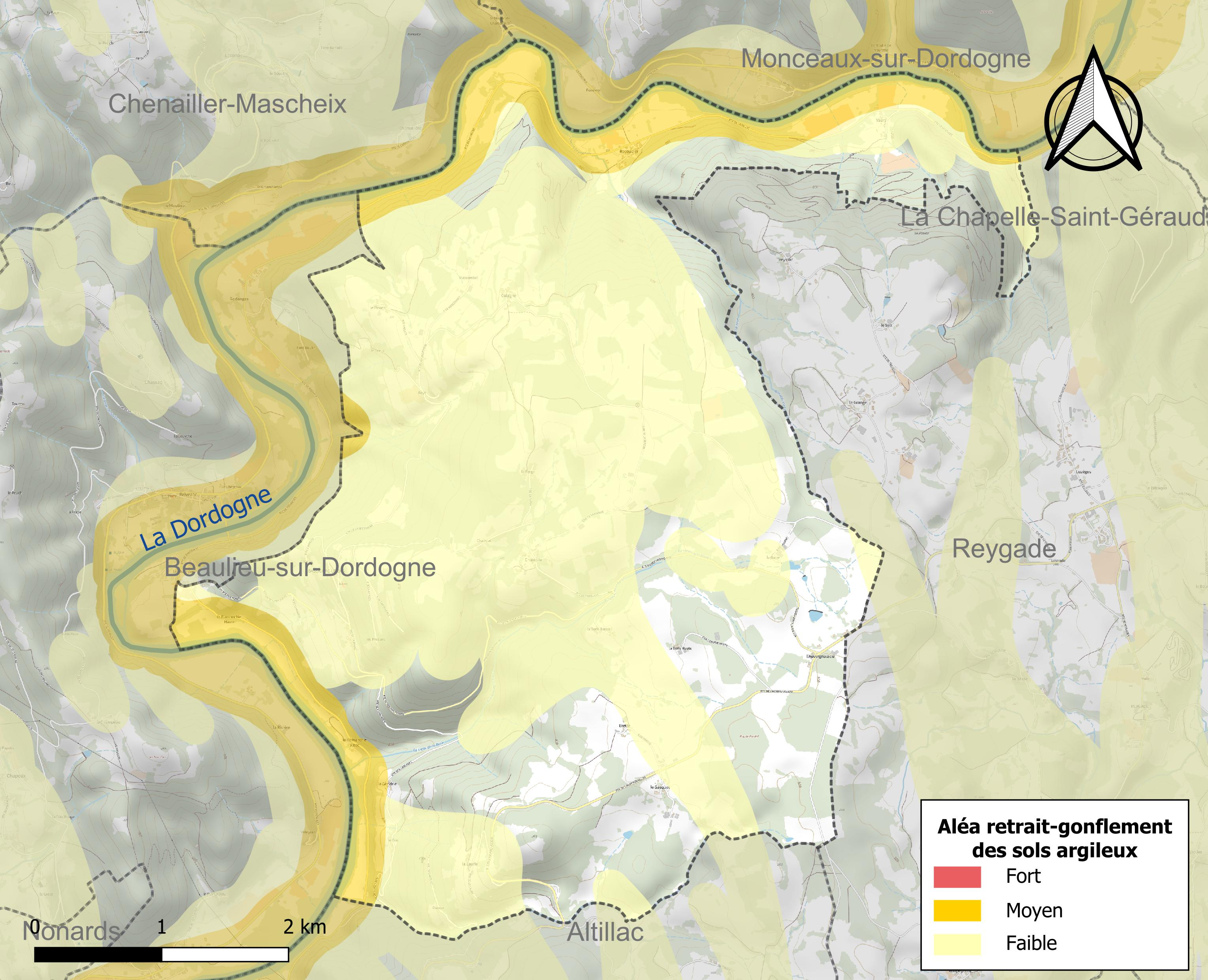
Carte des zones d'aléa retrait-gonflement des sols argileux de Bassignac-le-Bas.

La commune est vulnérable au risque de mouvements de terrains constitué principalement du retrait-gonflement des sols argileux. Cet aléa est susceptible d'engendrer des dommages importants aux bâtiments en cas d’alternance de périodes de sécheresse et de pluie. 11 % de la superficie communale est en aléa moyen ou fort (26,8 % au niveau départemental et 48,5 % au niveau national). Sur les 95 bâtiments dénombrés sur la commune en 2019,  13 sont en aléa moyen ou fort, soit 14 %, à comparer aux 36 % au niveau départemental et 54 % au niveau national. Une cartographie de l'exposition du territoire national au retrait gonflement des sols argileux est disponible sur le site du BRGM,.
Concernant les feux de forêt, aucun plan de prévention des risques incendie de forêt (PPRIF) n’a été établi en Corrèze, néanmoins le code de l’urbanisme impose la prise en compte des risques dans les documents d’urbanisme. Le périmètre des servitudes d'utilité publique et des zones d'obligation légale de débroussaillement pour les particuliers est quant à lui défini pour la commune dans une carte dédiée. 
Concernant les mouvements de terrains, la commune a été reconnue en état de catastrophe naturelle au titre des dommages causés par des mouvements de terrain en 1999.

#### Risques technologiques
La commune est en outre située en aval des barrages de Bort-les-Orgues, du Chastang, de Marcillac, d'Enchanet, de Hautefage et de Saint-Étienne-Cantalès, des ouvrages de classe A soumis à PPI. À ce titre elle est susceptible d’être touchée par l’onde de submersion consécutive à la rupture d'un de ces ouvrages.

#### Risque particulier
Dans plusieurs parties du territoire national, le radon, accumulé dans certains logements ou autres locaux, peut constituer une source significative d’exposition de la population aux rayonnements ionisants. Certaines communes du département sont concernées par le risque radon à un niveau plus ou moins élevé. Selon la classification de 2018, la commune de Bassignac-le-Bas est classée en zone 3, à savoir zone à potentiel radon significatif. 

## Politique et administration

### Liste des maires
| Période   | Période  | Identité             | Étiquette | Qualité                    |
| --------- | -------- | -------------------- | --------- | -------------------------- |
| mars 2001 | En cours | Jean-Pierre Lasserre |           | Retraité de l'enseignement |

## Population et société

### Démographie
| 1793 | 1800 | 1806 | 1821 | 1831 | 1836 | 1841 | 1846 | 1851 |
| ---- | ---- | ---- | ---- | ---- | ---- | ---- | ---- | ---- |
| 600  | 501  | 598  | 506  | 635  | 630  | 635  | 635  | 598  |

| 1856 | 1861 | 1866 | 1872 | 1876 | 1881 | 1886 | 1891 | 1896 |
| ---- | ---- | ---- | ---- | ---- | ---- | ---- | ---- | ---- |
| 633  | 632  | 586  | 600  | 599  | 652  | 598  | 588  | 566  |

| 1901 | 1906 | 1911 | 1921 | 1926 | 1931 | 1936 | 1946 | 1954 |
| ---- | ---- | ---- | ---- | ---- | ---- | ---- | ---- | ---- |
| 557  | 533  | 513  | 436  | 425  | 377  | 354  | 267  | 267  |

| 1962 | 1968 | 1975 | 1982 | 1990 | 1999 | 2004 | 2006 | 2009 |
| ---- | ---- | ---- | ---- | ---- | ---- | ---- | ---- | ---- |
| 254  | 212  | 165  | 156  | 132  | 105  | 95   | 96   | 91   |

| 2014 | 2019 | 2022 | - | - | - | - | - | - |
| ---- | ---- | ---- | - | - | - | - | - | - |
| 89   | 87   | 82   | - | - | - | - | - | - |

## Culture locale et patrimoine

### Lieux et monuments
- Église Saint-Martin-de-Tours de Bassignac-le-Bas

### Héraldique
| Blason de Bassignac-le-Bas | Blason  | D'azur à trois bandes d'or, au franc-canton coticé d'or et de gueules de douze pièces. |
| Blason de Bassignac-le-Bas | Détails | Le statut officiel du blason reste à déterminer.                                       |